# Hürth
Hürth – miasto w Niemczech, w kraju związkowym Nadrenia Północna-Westfalia, w rejencji Kolonia, w powiecie Rhein-Erft. W 2010 liczyło 57 922 mieszkańców.

## Historia
Wykopaliska świadczą o tym, że na terenie miasta już w czasach prehistorycznych znajdowały się osady. Przez Hürth prowadził rzymski akwedukt Eifel, zaopatrujący w wodę Kolonię.
Na przestrzeni około 150 lat (do 1988) wyeksploatowano złoża węgla brunatnego zalegające pod niespełna połową obszaru miasta. Po zakończonej eksploatacij przeprowadzono rekultywację środowiska naturalnego zniszczonego przez kopalnie odkrywkowe – powstały jeziora, lasy i strefy rekreacyjno-wypoczynkowe sięgające po tereny zabudowane.

## Osoby urodzone w Hürth
- Michael Schumacher – kierowca wyścigowy
- Ralf Schumacher – kierowca wyścigowy

## Współpraca
Miejscowości partnerskie:
- Argelès-sur-Mer, Francja
- Burhaniye, Turcja
- Kabarnet, Kenia
- Skawina, Polska
- Thetford, Wielka Brytania.